# Nossa Senhora da Conceição (Angra do Heroísmo)

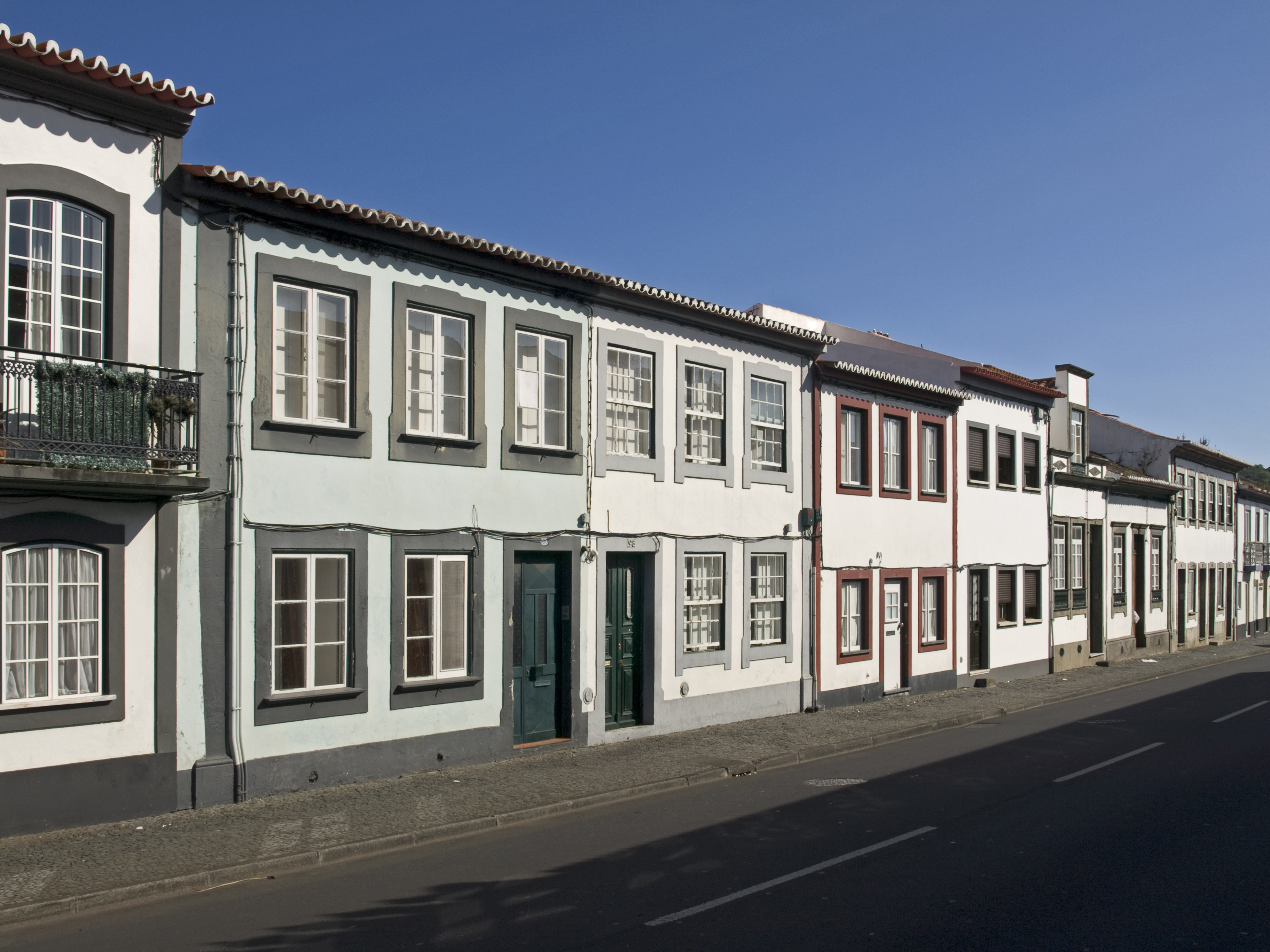
Rua da Guarita

Nossa Senhora da Conceição ist eine Gemeinde (Freguesia) im portugiesischen Kreis (Município) Angra do Heroísmo auf der Azoren-Insel Terceira. In ihr leben 3377 Einwohner (Stand 19. April 2021).